# Notwendige Treppe
Als notwendige Treppen und notwendige Flure werden in Deutschland Treppen und Flure bezeichnet, die nach den baurechtlichen Vorschriften zu den notwendigen Flucht- und Rettungswegen gehören und an die bestimmte Forderungen gestellt werden. Es handelt sich bei einer notwendigen Treppe um eine Fluchttreppe. Sie  dient im Brandfall somit als Rettungsweg für die Selbstrettung aber auch Angriffsweg für die Feuerwehr.
Jedes Geschoss, das nicht zu ebener Erde liegt, sowie der benutzbare Dachraum eines Gebäudes müssen über mindestens eine Treppe (die notwendige Treppe) zugänglich sein. An diese Treppen werden Mindestanforderungen gestellt, um deren sichere Benutzbarkeit – beispielsweise im Brandfall – zu gewährleisten. Zusätzlich kann eine zweite notwendige Treppe gefordert werden, um eine zügige Flucht im Brandfall zu ermöglichen.
In Deutschland liegt das Bauordnungsrecht in der Gesetzgebungskompetenz der Bundesländer. Alle Länder haben dementsprechend eigene Bauordnungen erlassen, deren Vorschriften zu den Rettungswegen und deren Bestandteil Treppen aber ähnlich sind und sich an der Musterbauordnung (MBO) orientieren. Deren aktuelle Version stammt aus dem Jahr 2002 und wurde von der Bauministerkonferenz zuletzt im September 2023 geändert. Dort werden Notwendige Treppen, Treppenräume und Flure in den Paragraphen § 34 bis § 36 behandelt.